# Idea (álbum de Bee Gees)
Idea es el quinto álbum de The Bee Gees lanzado bajo el sello Atco Records, en agosto de 1968. El álbum vendió más de 1 000 000 de copias alrededor del mundo. Este álbum contiene la canción "Such a Shame", la única canción donde la voz principal no es cantada (ni tampoco escrita) por un hermano Gibb. "Such A Shame" fue incluido en la versión británica del álbum pero sacado de la versión estadounidense, donde en cambio incluyeron su más reciente hit "I've Gotta Get a Message to You," no en su LP de Reino Unido. Cuando el álbum fue lanzado en los años 1980 en formato CD ambos tracks fueron incluidos. 
En 2006, Reprise Records relanzó Idea (Usando la carátula europea) con los mixes estéreo y mono en un disco y un disco bonus con canciones no antes lanzadas, canciones que no son del álbum y mixes alternativos.

## Lista de canciones
1. "Let There Be Love" – 3:32
2. "Kitty Can" – 2:39
3. "In The Summer of His Years" – 3:10
4. "Indian Gin and Whisky Dry" – 2:01
5. "Down to Earth" – 2:32
6. "Such a Shame" – 2:28 (Vince Melouney)
7. "Idea" – 2:51
8. "When the Swallows Fly" – 2:32
9. "I Have Decided to Join the Air Force" – 2:11
10. "I started a joke" – 3:08
11. "Kilburn Towers" – 2:19
12. "Swan Song" – 2:58

Disco Bonus
Todas las canciones marcadas con un asterisco (*) son inéditas.
1. "Chocolate Symphony"*
2. "I've Gotta Get a Message to You" Mono Single Version
3. "Jumbo"
4. "The Singer Sang His Song"
5. "Bridges Crossing Rivers"*
6. "Idea" Alternate Mix*
7. "Completely Unoriginal"*
8. "Kitty Can" Alternate Mix*
9. "Come Some Christmas Eve or Halloween"*
10. "Let There Be Love" Alternate Mix*
11. "Gena's Theme"
12. "Another Cold and Windy Day" Coke Spot #1*
13. "Sitting in the Meadow" Coke Spot #2*

Todas las canciones escritas por Barry, Robin and Maurice Gibb excepto las indicadas

## Colaboradores
- Barry Gibb	 – 	Voz, Guitarra
- Robin Gibb	 – 	Voz
- Maurice Gibb	 – 	Bajo, teclado, Voz
- Vince Melouney	 – 	Guitarra principal, Voz en "Such A Shame"
- Colin Petersen	 – 	Batería

- Datos: Q511439